# Michał Mendyk
Michał Mendyk (ur. 29 czerwca 1981) – polski publicysta muzyczny, kurator i producent specjalizujący się w realizacji eksperymentalnych przedsięwzięć muzycznych oraz interdyscyplinarnych.
W 2004 znalazł się w gronie założycieli oraz w pierwszej redakcji magazynu o muzyce współczesnej „Glissando”. Publikował także m.in. w Dzienniku „Polska-Europa-Świat”, „Newsweek Polska”, magazynie „Ruch Muzyczny”. Był dziennikarzem Polskiego Radia.
Od 2008 prowadzi autorskie wydawnictwo fonograficzne oraz książkowe Bôłt Records. Jako członek komisji programowych albo konsultant współpracował z, m.in.: warszawskim festiwalem Ad Libitum, lubelskimi Kodami, wrocławską Musica Electronica Nova, krakowskim Sacrum Profanum, warszawskim Teatrem Studio im. Stanisława Ignacego Witkiewicza, brytyjskim Huddersfield Contemporary Music Festival, oraz niemieckim ZKM Karlsruhe. Pełni rolę eksperta muzycznego w Instytucie Adama Mickiewicza. Członek Stowarzyszenia Plan B.
Popularyzatorska książka „M.U.Z.Y.K.A.”, którą napisał wspólnie z Michałem Liberą, została przetłumaczona na języki: czeski, niemiecki oraz koreański.

## Publikacje książkowe
- Michael Nyman: Muzyka eksperymentalna : Cage i po Cage'u. Michał Mendyk (tłum.). Gdańsk: Wydawnictwo Słowo/obraz Terytoria, 2011, s. 247. ISBN 978-83-7453-070-5.
- Michał Libera, Michał Mendyk: M.U.Z.Y.K.A.. Warszawa: Wydawnictwo Dwie Siostry, 2017, s. 221. ISBN 978-83-65341-36-5.